# 由利郡
- 令制国一覧 > 東山道 > 羽後国 > 由利郡
- 日本 > 東北地方 > 秋田県 > 由利郡

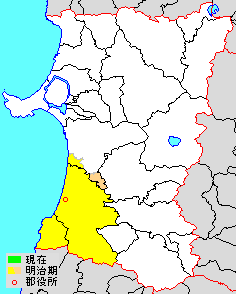
秋田県由利郡の範囲（薄黄：後に他郡に編入した区域）

由利郡（ゆりぐん）は、秋田県（出羽国・羽後国）にあった郡。

## 郡域
1878年（明治11年）に行政区画として発足した当時の郡域は、以下の区域にあたる。
- 由利本荘市
- にかほ市
- 秋田市の一部（旧大正寺村に相当する雄和新波・雄和繋・雄和神ケ村・雄和碇田・雄和萱ケ沢・雄和向野および下浜各町）

## 歴史
- 古代律令制下の出羽国由利地方は、飽海郡管轄となっていた[1]。飽海郡域の郷は、大原、飽海、屋代、秋田(あいた)、井手、遊佐、雄波(おなみ)、由理、余部となっていて、雄波、由理、余部は由利郡域に相当した[2]。平安時代末期に飽海郡の北部3郷および河辺郡(かはのへ)南部の川合、中山、邑知(おうち)、田郡、大泉の5郷を割いて由利郡を建郡したと考えられている。
- 由利は、由理・油利・油梨・遊里・百合とも書き、郡名の初見史料は、吾妻鏡1213年5月3日条に「同（陸奥国）由利郡」とあり、陸奥国は出羽国の書き誤りと推定されている[3]。
- 元和8年（1622年） - 山形藩最上氏領であった百三段新屋村、百三段浜田村、百三段石田坂村が、領土交換により久保田藩佐竹氏領となり豊島郡（寛文4年（1664年）に河辺郡と改称）へ移った[4]。

### 近代以降の沿革
- 幕末時点では出羽国に所属した。「旧高旧領取調帳」に記載されている明治初年時点での支配は以下の通り。（2町236村）

| 知行         | 知行                           | 村数      | 村名 |
| ------------ | ------------------------------ | --------- | --- |
| 幕府領       | 旗本領（生駒甸之助）           | 8村       | 寺田村、畑村、横岡村、田代村、黒渕村、小砂川村、小国村、杉山村 |
| 幕府領       | 旗本領（仁賀保藤九郎）         | 8村       | 鈴村、馬場村、田抓村、石田村、水沢村、平沢村、室沢村、院内村 |
| 幕府領       | 旗本領（六郷十郎左衛門）       | 1村       | 新屋敷村 |
| 藩領         | 出羽本荘藩                     | 1町 101村 | 本荘町、出戸町村、川口村、長者屋敷村、福田村（現・由利本荘市福山）、横山村、谷地村、土谷村、二十六木村、大中ノ沢村、船岡村、葛法村、玉ノ池村、宮下村、埋田村、宮内村、薬師堂村、藤崎村、海士剥村、中沢村（現・由利本荘市西目町西目）、井岡村、潟保村、川崎村、田高村、大西目村、田中村、沼田村、両前寺村、出戸村、塩越村、中野村、中村（現・にかほ市）、三十野村、樋ノ口村、百目木村、立居地村、三日市村、釜ヶ台村、冬師村、大竹村、琴浦村、室沢村、芹田村、金浦村、赤石村、飛村、黒川村、上野村、福田村（現・由利本荘市雪車町）、宮沢村、館村、柳生村、滝ノ沢村、湯沢村、桂林村、鳥田目村、大簗村、山内村、杉森村、鮎瀬村、烏川村、曲沢村、陳ヶ森村、前郷村、飯沢村、大水口村、中沢村（現・由利本荘市東中沢）、五十土村、小菅野村、久保田村、蟹沢村、土倉村、山田村、本上条村、新上条村、吉沢村、奉行免村、米山村、森子村、明法村、町村、中畑村、福田村（現・由利本荘市南福田）、堰口村、二子村、田代村、屋敷村、平石村、蒲田村、山崎村、沢口村、黒沢村、万願寺村、大沢村、南ノ股村、北ノ股村、金山村、館前村（現・由利本荘市館前）、荒町村、三条村、立井地村、前川村 |
| 藩領         | 出羽亀田藩                     | 1町 70村  | 亀田町、石脇村、大浦村、内黒瀬村、深沢村、米坂村、大谷村、岩谷麓村、岩谷町村、払川村、川口村、増川村、徳沢村、加賀沢村、福田村、中野目村、山田村、牛寺村、赤田村、中館村、漆畑村、平岡村、畑谷村、柴野村、新沢村、松本村、及位村、長坂村、葛岡村、中田代村、新田村、平岫村、小栗山村、岩野目沢村、滝村、羽広村、中帳村、中俣村、高尾村、大倉沢村、滝俣村、上蛇田村、下蛇田村、六呂田村、赤平村、富田村、泉田村、福俣村、道川村、君ヶ野村、名ヶ沢村、八田村、楢田村、桂根村、長浜村、羽川村、勝手村、内道川村、二古村、松ヶ崎村、上黒川村、下黒川村、芦川村、親川村、神ヶ村、新波村、繋村、向野村、神沢村、碇田村、萱ヶ沢村 |
| 藩領         | 出羽矢島藩                     | 45村      | 城内村、七日町村、荒沢村、須郷田村、新町村、新所村、坂ノ下村、新荘村、中山村、八杉村、木在村、杉沢村、川原村、下川内村、伏見村、牛越村、上川内村、小川村、下笹子村、中村（現・由利本荘市）、上笹子村、天神村、上直根村、百宅村、中直根村、前之沢村、下直根村、猿倉村、才ノ神村、九日町村、小板戸村、宿村、法内村、老方村、館前村（現・由利本荘市東由利館合）、館野村、関村、中野沢村、洗釜村、川袋村、大須郷村、大飯郷村、長岡村、小滝村、蔵村 |
| 幕府領・藩領 | 本荘藩・旗本領（生駒甸之助）   | 1村       | 伊勢居地村 |
| 幕府領・藩領 | 本荘藩・旗本領（仁賀保藤九郎） | 1村       | 三森村 |
| 幕府領・藩領 | 矢島藩・旗本領（生駒甸之助）   | 2村       | 大砂川村、本郷村 |

- 明治元年
  - 12月7日（1869年1月19日） - 出羽国が分割され、本郡は羽後国の所属になる。
  - 12月15日（1869年1月27日） - 戊辰戦争後の処分により亀田藩が減封。
- 明治2年
  - 7月26日（1869年9月2日） - 酒田県（第1次）が発足し、旗本領[17]および亀田藩の減封分（碇田村・萱ヶ沢村および新波村の一部）を管轄。
  - 中野沢村が西中野沢村に改称。
- 明治3年9月28日（1870年10月17日） - 酒田県が移転・改称して山形県になる。
- 明治4年
  - 7月14日（1871年8月19日） - 廃藩置県により藩領が本荘県、亀田県、矢島県になる。
  - 11月2日（1871年12月13日） - 第1次府県統合により全域が秋田県の管轄になる。
- 明治8年（1875年） - 羽広村より坂部村が分村し、平鹿郡の所属になる。
- 明治9年（1876年） - 下記の町村の統合が行われる。（2町189村）
  - 川西村 ← 新屋敷村、奉行免村、米山村
  - 福山村 ← 長者屋敷村、福田村（現・由利本荘市福山）、横山村
  - 西目村 ← 中沢村（現・由利本荘市西目町西目）、井岡村、潟保村、川崎村、田高村、大西目村、田中村
  - 中三地村 ← 中野村、中村（現・にかほ市）、立居地村、三日市村
  - 樋目野村 ← 三十野村、樋ノ口村、百目木村
  - 山本村 ← 本上条村、山田村
  - 西沢村 ← 二子村、田代村、屋敷村
  - 東鮎川村 ← 蒲田村、山崎村、沢口村、立井地村
  - 三川村 ← 払川村、川口村、増川村
  - 内越村 ← 中野目村、漆畑村、平岡村
  - 元町村 ← 須郷田村、新町村、新所村、九日町村
  - 立石村 ← 中山村、八杉村
  - 川辺村 ← 杉沢村、川原村、小板戸村
  - 栗沢村 ← 牛越村、下川内村の一部[19]
  - 館合村 ← 館前村（現・由利本荘市東由利館合）、館野村
  - 杉山村が院内村に、鈴村・室沢村・琴浦村・室沢村が平沢村に、石田村が田抓村に、谷地村が土谷村に、宮下村が葛法村に、赤石村が金浦村に、桂林村が柳生村に、明法村が森子村に、中畑村が町村に、柴野村が川口村に、中村（現・由利本荘市）・天神村が上笹子村に、前之沢村が中直根村にそれぞれ合併。
- 明治10年（1877年）
  - 2月 - 福田村（現・由利本荘市雪車町）が雪車町村に改称。
  - 牛寺村が赤田村に合併。（2町188村）
- 明治11年（1878年）
  - 12月23日 - 郡区町村編制法の秋田県での施行により行政区画としての由利郡が発足。郡役所を本荘中町に設置。初代郡長に御代信成（御代弦の父）[20]。
  - 亀田町が亀田亀田町・亀田愛宕町・亀田大町・亀田最上町に再編。（5町188村）
- 明治13年（1880年）
  - 1月17日 - 中沢村（現・由利本荘市東中沢）が東中沢村に改称。
  - 福田村（現・由利本荘市南福田）が南福田村、福田村（現・由利本荘市北福田）が北福田村に改称。
- 明治15年（1882年） - 城内村より矢島町・田中町村・館町村が分立。（6町190村）

### 町村制施行後の沿革

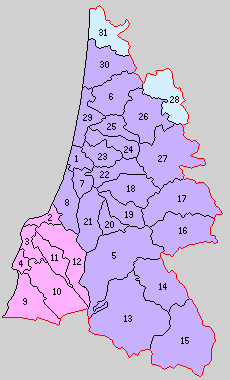
1.本荘町 2.平沢村 3.金浦村 4.塩越村 5.矢島町 6.亀田町 7.子吉村 8.西目村 9.上浜村 10.上郷村 11.小出村 12.院内村 13.直根村 14.川内村 15.笹子村 16.玉米村 17.下郷村 18.石沢村 19.東滝沢村 20.西滝沢村 21.鮎川村 22.小友村 23.南内越村 24.北内越村 25.岩谷村 26.下川大内村 27.上川大内村 28.大正寺村 29.松ヶ崎村 30.道川村 31.下浜村（紫：由利本荘市 桃：にかほ市 水色：秋田市）

- 明治22年（1889年）4月1日 - 町村制の施行により以下の町村が発足。特記以外は現・由利本荘市。（3町28村）
  - 本荘町 ← 本荘28町[21]、出戸町村、石脇村
  - 平沢村 ← 平沢村、両前寺村、三森村、芹田村（現・にかほ市）
  - 金浦村 ← 金浦村、前川村、大竹村、飛村、黒川村（現・にかほ市）
  - 塩越村（単独村制、現・にかほ市）
  - 矢島町 ← 矢島町、田中町村、館町村、城内村、川辺村、七日町村、荒沢村、元町村、立石村、新荘村、坂ノ下村、木在村
  - 亀田町 ← 亀田亀田町、亀田愛宕町、富田村、泉田村、赤平村、滝俣村、福俣村、亀田大町、亀田最上町、上蛇田村、下蛇田村、六呂田村、上黒川村、下黒川村
  - 子吉村 ← 薬師堂村、船岡村、藤崎村、埋田村、宮内村、玉ノ池村、葛法村
  - 西目村 ← 出戸村、西目村、沼田村、海士剥村
  - 上浜村 ← 川袋村、関村、西中野沢村、洗釜村、大砂川村、大須郷村、小砂川村（現・にかほ市）
  - 上郷村 ← 小滝村、本郷村、長岡村、横岡村、大飯郷村（現・にかほ市）
  - 小出村 ← 伊勢居地村、中三地村、樋目野村、寺田村、畑村、水沢村（現・にかほ市）
  - 院内村 ← 院内村、小国村、馬場村、田抓村、冬師村、釜ヶ台村（現・にかほ市）
  - 直根村 ← 中直根村、百宅村、上直根村、下直根村、猿倉村、才ノ神村
  - 川内村 ← 伏見村、小川村、上川内村、下川内村、栗沢村
  - 笹子村 ← 上笹子村、下笹子村
  - 玉米村 ← 館合村、田代村、黒淵村
  - 下郷村 ← 蔵村、法内村、宿村、杉森村、老方村
  - 石沢村 ← 館村、烏川村、雪車町村、鮎瀬村、宮沢村、滝ノ沢村、山内村、大簗村、鳥田目村、柳生村、湯沢村、上野村
  - 東滝沢村 ← 前郷村、東中沢村、大水口村、五十土村、久保田村、小菅野村、曲沢村、陳ヶ森村、飯沢村
  - 西滝沢村 ← 川西村、森子村、吉沢村、新上条村、山本村、土倉村、蟹沢村
  - 鮎川村 ← 東鮎川村、黒沢村、南福田村、町村、平石村、堰口村、西沢村
  - 小友村 ← 荒町村、万願寺村、三条村、南ノ股村、北ノ股村、金山村、大沢村、館前村、大中ノ沢村、二十六木村
  - 南内越村 ← 川口村、福山村、土谷村、畑谷村、山田村、大浦村
  - 北内越村 ← 内越村、中館村、赤田村、内黒瀬村、深沢村
  - 岩谷村 ← 岩谷町村、岩谷麓村、三川村、徳沢村、大倉沢村、大谷村、米坂村、北福田村
  - 下川大内村 ← 新沢村、中帳村、高尾村、中俣村、松本村、加賀沢村、葛岡村、及位村、長坂村、平岫村
  - 上川大内村 ← 中田代村、新田村、岩野目沢村、小栗山村、滝村、羽広村
  - 大正寺村 ← 新波村、繋村、神ヶ村、碇田村、萱ヶ沢村、向野村（現・秋田市）
  - 松ヶ崎村 ← 松ヶ崎村、神沢村、芦川村、親川村
  - 道川村 ← 内道川村、二古村、勝手村、道川村、君ヶ野村
  - 下浜村 ← 長浜村、桂根村、羽川村、名ヶ沢村、八田村、楢田村（現・秋田市）
- 明治24年（1891年）4月1日 - 郡制を施行。
- 明治29年（1896年）9月30日 - 塩越村が町制施行・改称して象潟町となる。（4町27村）
- 明治35年（1902年）6月4日（6町25村）
  - 金浦村が町制施行して金浦町となる。
  - 平沢村が町制施行して平沢町となる。
- 大正12年（1923年）4月1日 - 郡会が廃止。郡役所は存続。
- 大正15年（1926年）7月1日 - 郡役所が廃止。以降は地域区分名称となる。
- 昭和23年（1948年）4月1日 - 大正寺村の所属郡が河辺郡に変更。（6町24村）
- 昭和29年（1954年）
  - 3月31日 - 本荘町が北内越村・南内越村・子吉村・石沢村・小友村・松ヶ崎村を編入・市制施行して本荘市が発足し、郡より離脱。（5町18村）
  - 10月1日 - 下浜村が秋田市に編入。（5町17村）
- 昭和30年（1955年）
  - 3月1日 - 西滝沢村・東滝沢村・鮎川村が合併して由利村が発足。（5町15村）
  - 3月31日（5町9村）
    - 象潟町・上浜村・上郷村が合併し、改めて象潟町が発足。
    - 平沢町・院内村・小出村が合併して仁賀保町が発足。
    - 笹子村・直根村・川内村が合併して鳥海村が発足。

  - 7月23日 - 玉米村・下郷村が合併して東由利村が発足。（5町8村）
  - 7月28日 - 亀田町・道川村が合併して岩城町が発足。（5町7村）
  - 8月10日 - 岩谷村が本荘市の一部（中館・深沢および赤田字境目・新境目・川原の上）を編入。
- 昭和31年（1956年）9月30日 - 上川大内村・下川大内村・岩谷村が合併して大内村が発足。（5町5村）
- 昭和35年（1960年）11月1日 - 由利村が町制施行して由利町となる。（6町4村）
- 昭和45年（1970年）4月1日 - 大内村が町制施行して大内町となる。（7町3村）
- 昭和49年（1974年）4月1日 - 東由利村が町制施行して東由利町となる。（8町2村）
- 昭和50年（1975年）9月1日 - 西目村が町制施行して西目町となる。（9町1村）
- 昭和55年（1980年）11月1日 - 鳥海村が町制施行して鳥海町となる。（10町）
- 平成17年（2005年）
  - 3月22日 - 大内町・東由利町・鳥海町・西目町・由利町・岩城町・矢島町が本荘市と合併して由利本荘市が発足し、郡より離脱。（3町）
  - 10月1日 - 仁賀保町・金浦町・象潟町が合併してにかほ市が発足。同日由利郡消滅。

### 変遷表
| 明治以前   | 明治以前   | 明治初年 - 明治22年           | 明治22年 4月1日 町村制施行 | 明治22年 - 大正15年             | 昭和元年 - 昭和29年                          | 昭和30年 - 昭和39年          | 昭和30年 - 昭和39年                | 昭和40年 - 昭和64年              | 平成元年 - 現在              | 現在       |
| ---------- | ---------- | ----------------------------- | -------------------------- | ------------------------------- | -------------------------------------------- | ---------------------------- | ---------------------------------- | -------------------------------- | ---------------------------- | ---------- |
| 本荘28町   | 本荘28町   | 本荘28町                      | 本荘町                     | 本荘町                          | 昭和29年3月31日 市制 本荘市                  | 本荘市                       | 本荘市                             | 本荘市                           | 平成17年3月22日 由利本荘市   | 由利本荘市 |
| 出戸町村   | 出戸町村   | 出戸町村                      | 本荘町                     | 本荘町                          | 昭和29年3月31日 市制 本荘市                  | 本荘市                       | 本荘市                             | 本荘市                           | 平成17年3月22日 由利本荘市   | 由利本荘市 |
| 石脇村     | 石脇村     | 石脇村                        | 本荘町                     | 本荘町                          | 昭和29年3月31日 市制 本荘市                  | 本荘市                       | 本荘市                             | 本荘市                           | 平成17年3月22日 由利本荘市   | 由利本荘市 |
| 薬師堂村   | 薬師堂村   | 薬師堂村                      | 子吉村                     | 子吉村                          | 昭和29年3月31日 本荘町に編入 即日市制 本荘市 | 本荘市                       | 本荘市                             | 本荘市                           | 平成17年3月22日 由利本荘市   | 由利本荘市 |
| 船岡村     | 船岡村     | 船岡村                        | 子吉村                     | 子吉村                          | 昭和29年3月31日 本荘町に編入 即日市制 本荘市 | 本荘市                       | 本荘市                             | 本荘市                           | 平成17年3月22日 由利本荘市   | 由利本荘市 |
| 藤崎村     | 藤崎村     | 藤崎村                        | 子吉村                     | 子吉村                          | 昭和29年3月31日 本荘町に編入 即日市制 本荘市 | 本荘市                       | 本荘市                             | 本荘市                           | 平成17年3月22日 由利本荘市   | 由利本荘市 |
| 埋田村     | 埋田村     | 埋田村                        | 子吉村                     | 子吉村                          | 昭和29年3月31日 本荘町に編入 即日市制 本荘市 | 本荘市                       | 本荘市                             | 本荘市                           | 平成17年3月22日 由利本荘市   | 由利本荘市 |
| 宮内村     | 宮内村     | 宮内村                        | 子吉村                     | 子吉村                          | 昭和29年3月31日 本荘町に編入 即日市制 本荘市 | 本荘市                       | 本荘市                             | 本荘市                           | 平成17年3月22日 由利本荘市   | 由利本荘市 |
| 玉ノ池村   | 玉ノ池村   | 玉ノ池村                      | 子吉村                     | 子吉村                          | 昭和29年3月31日 本荘町に編入 即日市制 本荘市 | 本荘市                       | 本荘市                             | 本荘市                           | 平成17年3月22日 由利本荘市   | 由利本荘市 |
| 葛法村     | 葛法村     | 明治9年 葛法村                | 子吉村                     | 子吉村                          | 昭和29年3月31日 本荘町に編入 即日市制 本荘市 | 本荘市                       | 本荘市                             | 本荘市                           | 平成17年3月22日 由利本荘市   | 由利本荘市 |
| 宮下村     |            | 明治9年 葛法村                | 子吉村                     | 子吉村                          | 昭和29年3月31日 本荘町に編入 即日市制 本荘市 | 本荘市                       | 本荘市                             | 本荘市                           | 平成17年3月22日 由利本荘市   | 由利本荘市 |
| 館村       | 館村       | 館村                          | 石沢村                     | 石沢村                          | 昭和29年3月31日 本荘町に編入 即日市制 本荘市 | 本荘市                       | 本荘市                             | 本荘市                           | 平成17年3月22日 由利本荘市   | 由利本荘市 |
| 烏川村     | 烏川村     | 烏川村                        | 石沢村                     | 石沢村                          | 昭和29年3月31日 本荘町に編入 即日市制 本荘市 | 本荘市                       | 本荘市                             | 本荘市                           | 平成17年3月22日 由利本荘市   | 由利本荘市 |
| 福田村     | 福田村     | 明治10年2月 改称 雪車町村     | 石沢村                     | 石沢村                          | 昭和29年3月31日 本荘町に編入 即日市制 本荘市 | 本荘市                       | 本荘市                             | 本荘市                           | 平成17年3月22日 由利本荘市   | 由利本荘市 |
| 鮎瀬村     | 鮎瀬村     | 鮎瀬村                        | 石沢村                     | 石沢村                          | 昭和29年3月31日 本荘町に編入 即日市制 本荘市 | 本荘市                       | 本荘市                             | 本荘市                           | 平成17年3月22日 由利本荘市   | 由利本荘市 |
| 宮沢村     | 宮沢村     | 宮沢村                        | 石沢村                     | 石沢村                          | 昭和29年3月31日 本荘町に編入 即日市制 本荘市 | 本荘市                       | 本荘市                             | 本荘市                           | 平成17年3月22日 由利本荘市   | 由利本荘市 |
| 滝ノ沢村   | 滝ノ沢村   | 滝ノ沢村                      | 石沢村                     | 石沢村                          | 昭和29年3月31日 本荘町に編入 即日市制 本荘市 | 本荘市                       | 本荘市                             | 本荘市                           | 平成17年3月22日 由利本荘市   | 由利本荘市 |
| 山内村     | 山内村     | 山内村                        | 石沢村                     | 石沢村                          | 昭和29年3月31日 本荘町に編入 即日市制 本荘市 | 本荘市                       | 本荘市                             | 本荘市                           | 平成17年3月22日 由利本荘市   | 由利本荘市 |
| 大簗村     | 大簗村     | 大簗村                        | 石沢村                     | 石沢村                          | 昭和29年3月31日 本荘町に編入 即日市制 本荘市 | 本荘市                       | 本荘市                             | 本荘市                           | 平成17年3月22日 由利本荘市   | 由利本荘市 |
| 鳥田目村   | 鳥田目村   | 鳥田目村                      | 石沢村                     | 石沢村                          | 昭和29年3月31日 本荘町に編入 即日市制 本荘市 | 本荘市                       | 本荘市                             | 本荘市                           | 平成17年3月22日 由利本荘市   | 由利本荘市 |
| 柳生村     | 柳生村     | 明治9年 柳生村                | 石沢村                     | 石沢村                          | 昭和29年3月31日 本荘町に編入 即日市制 本荘市 | 本荘市                       | 本荘市                             | 本荘市                           | 平成17年3月22日 由利本荘市   | 由利本荘市 |
| 桂林村     |            | 明治9年 柳生村                | 石沢村                     | 石沢村                          | 昭和29年3月31日 本荘町に編入 即日市制 本荘市 | 本荘市                       | 本荘市                             | 本荘市                           | 平成17年3月22日 由利本荘市   | 由利本荘市 |
| 湯沢村     | 湯沢村     | 湯沢村                        | 石沢村                     | 石沢村                          | 昭和29年3月31日 本荘町に編入 即日市制 本荘市 | 本荘市                       | 本荘市                             | 本荘市                           | 平成17年3月22日 由利本荘市   | 由利本荘市 |
| 上野村     | 上野村     | 上野村                        | 石沢村                     | 石沢村                          | 昭和29年3月31日 本荘町に編入 即日市制 本荘市 | 本荘市                       | 本荘市                             | 本荘市                           | 平成17年3月22日 由利本荘市   | 由利本荘市 |
| 荒町村     | 荒町村     | 荒町村                        | 小友村                     | 小友村                          | 昭和29年3月31日 本荘町に編入 即日市制 本荘市 | 本荘市                       | 本荘市                             | 本荘市                           | 平成17年3月22日 由利本荘市   | 由利本荘市 |
| 万願寺村   | 万願寺村   | 万願寺村                      | 小友村                     | 小友村                          | 昭和29年3月31日 本荘町に編入 即日市制 本荘市 | 本荘市                       | 本荘市                             | 本荘市                           | 平成17年3月22日 由利本荘市   | 由利本荘市 |
| 三条村     | 三条村     | 三条村                        | 小友村                     | 小友村                          | 昭和29年3月31日 本荘町に編入 即日市制 本荘市 | 本荘市                       | 本荘市                             | 本荘市                           | 平成17年3月22日 由利本荘市   | 由利本荘市 |
| 南ノ股村   | 南ノ股村   | 南ノ股村                      | 小友村                     | 小友村                          | 昭和29年3月31日 本荘町に編入 即日市制 本荘市 | 本荘市                       | 本荘市                             | 本荘市                           | 平成17年3月22日 由利本荘市   | 由利本荘市 |
| 北ノ股村   | 北ノ股村   | 北ノ股村                      | 小友村                     | 小友村                          | 昭和29年3月31日 本荘町に編入 即日市制 本荘市 | 本荘市                       | 本荘市                             | 本荘市                           | 平成17年3月22日 由利本荘市   | 由利本荘市 |
| 金山村     | 金山村     | 金山村                        | 小友村                     | 小友村                          | 昭和29年3月31日 本荘町に編入 即日市制 本荘市 | 本荘市                       | 本荘市                             | 本荘市                           | 平成17年3月22日 由利本荘市   | 由利本荘市 |
| 大沢村     | 大沢村     | 大沢村                        | 小友村                     | 小友村                          | 昭和29年3月31日 本荘町に編入 即日市制 本荘市 | 本荘市                       | 本荘市                             | 本荘市                           | 平成17年3月22日 由利本荘市   | 由利本荘市 |
| 館前村     | 館前村     | 館前村                        | 小友村                     | 小友村                          | 昭和29年3月31日 本荘町に編入 即日市制 本荘市 | 本荘市                       | 本荘市                             | 本荘市                           | 平成17年3月22日 由利本荘市   | 由利本荘市 |
| 大中ノ沢村 | 大中ノ沢村 | 大中ノ沢村                    | 小友村                     | 小友村                          | 昭和29年3月31日 本荘町に編入 即日市制 本荘市 | 本荘市                       | 本荘市                             | 本荘市                           | 平成17年3月22日 由利本荘市   | 由利本荘市 |
| 二十六木村 | 二十六木村 | 二十六木村                    | 小友村                     | 小友村                          | 昭和29年3月31日 本荘町に編入 即日市制 本荘市 | 本荘市                       | 本荘市                             | 本荘市                           | 平成17年3月22日 由利本荘市   | 由利本荘市 |
| 松ヶ崎村   | 松ヶ崎村   | 松ヶ崎村                      | 松ヶ崎村                   | 松ヶ崎村                        | 昭和29年3月31日 本荘町に編入 即日市制 本荘市 | 本荘市                       | 本荘市                             | 本荘市                           | 平成17年3月22日 由利本荘市   | 由利本荘市 |
| 神沢村     | 神沢村     | 神沢村                        | 松ヶ崎村                   | 松ヶ崎村                        | 昭和29年3月31日 本荘町に編入 即日市制 本荘市 | 本荘市                       | 本荘市                             | 本荘市                           | 平成17年3月22日 由利本荘市   | 由利本荘市 |
| 芦川村     | 芦川村     | 芦川村                        | 松ヶ崎村                   | 松ヶ崎村                        | 昭和29年3月31日 本荘町に編入 即日市制 本荘市 | 本荘市                       | 本荘市                             | 本荘市                           | 平成17年3月22日 由利本荘市   | 由利本荘市 |
| 親川村     | 親川村     | 親川村                        | 松ヶ崎村                   | 松ヶ崎村                        | 昭和29年3月31日 本荘町に編入 即日市制 本荘市 | 本荘市                       | 本荘市                             | 本荘市                           | 平成17年3月22日 由利本荘市   | 由利本荘市 |
| 川口村     | 川口村     | 明治9年 川口村                | 南内越村                   | 南内越村                        | 昭和29年3月31日 本荘町に編入 即日市制 本荘市 | 本荘市                       | 本荘市                             | 本荘市                           | 平成17年3月22日 由利本荘市   | 由利本荘市 |
| 柴野村     |            | 明治9年 川口村                | 南内越村                   | 南内越村                        | 昭和29年3月31日 本荘町に編入 即日市制 本荘市 | 本荘市                       | 本荘市                             | 本荘市                           | 平成17年3月22日 由利本荘市   | 由利本荘市 |
| 長者屋敷村 | 長者屋敷村 | 明治9年 福山村                | 南内越村                   | 南内越村                        | 昭和29年3月31日 本荘町に編入 即日市制 本荘市 | 本荘市                       | 本荘市                             | 本荘市                           | 平成17年3月22日 由利本荘市   | 由利本荘市 |
| 福田村     |            | 明治9年 福山村                | 南内越村                   | 南内越村                        | 昭和29年3月31日 本荘町に編入 即日市制 本荘市 | 本荘市                       | 本荘市                             | 本荘市                           | 平成17年3月22日 由利本荘市   | 由利本荘市 |
| 横山村     |            | 明治9年 福山村                | 南内越村                   | 南内越村                        | 昭和29年3月31日 本荘町に編入 即日市制 本荘市 | 本荘市                       | 本荘市                             | 本荘市                           | 平成17年3月22日 由利本荘市   | 由利本荘市 |
| 土谷村     | 土谷村     | 明治9年 土谷村                | 南内越村                   | 南内越村                        | 昭和29年3月31日 本荘町に編入 即日市制 本荘市 | 本荘市                       | 本荘市                             | 本荘市                           | 平成17年3月22日 由利本荘市   | 由利本荘市 |
| 谷地村     |            | 明治9年 土谷村                | 南内越村                   | 南内越村                        | 昭和29年3月31日 本荘町に編入 即日市制 本荘市 | 本荘市                       | 本荘市                             | 本荘市                           | 平成17年3月22日 由利本荘市   | 由利本荘市 |
| 畑谷村     | 畑谷村     | 畑谷村                        | 南内越村                   | 南内越村                        | 昭和29年3月31日 本荘町に編入 即日市制 本荘市 | 本荘市                       | 本荘市                             | 本荘市                           | 平成17年3月22日 由利本荘市   | 由利本荘市 |
| 山田村     | 山田村     | 山田村                        | 南内越村                   | 南内越村                        | 昭和29年3月31日 本荘町に編入 即日市制 本荘市 | 本荘市                       | 本荘市                             | 本荘市                           | 平成17年3月22日 由利本荘市   | 由利本荘市 |
| 大浦村     | 大浦村     | 大浦村                        | 南内越村                   | 南内越村                        | 昭和29年3月31日 本荘町に編入 即日市制 本荘市 | 本荘市                       | 本荘市                             | 本荘市                           | 平成17年3月22日 由利本荘市   | 由利本荘市 |
| 中野目村   | 中野目村   | 明治9年 内越村                | 北内越村                   | 北内越村                        | 昭和29年3月31日 本荘町に編入 即日市制 本荘市 | 本荘市                       | 本荘市                             | 本荘市                           | 平成17年3月22日 由利本荘市   | 由利本荘市 |
| 漆畑村     |            | 明治9年 内越村                | 北内越村                   | 北内越村                        | 昭和29年3月31日 本荘町に編入 即日市制 本荘市 | 本荘市                       | 本荘市                             | 本荘市                           | 平成17年3月22日 由利本荘市   | 由利本荘市 |
| 平岡村     |            | 明治9年 内越村                | 北内越村                   | 北内越村                        | 昭和29年3月31日 本荘町に編入 即日市制 本荘市 | 本荘市                       | 本荘市                             | 本荘市                           | 平成17年3月22日 由利本荘市   | 由利本荘市 |
| 内黒瀬村   | 内黒瀬村   | 内黒瀬村                      | 北内越村                   | 北内越村                        | 昭和29年3月31日 本荘町に編入 即日市制 本荘市 | 本荘市                       | 本荘市                             | 本荘市                           | 平成17年3月22日 由利本荘市   | 由利本荘市 |
| 赤田村     | 赤田村     | 明治10年 赤田村               | 北内越村                   | 北内越村                        | 昭和29年3月31日 本荘町に編入 即日市制 本荘市 | 本荘市                       | 本荘市                             | 本荘市                           | 平成17年3月22日 由利本荘市   | 由利本荘市 |
| 牛寺村     | 牛寺村     | 明治10年 赤田村               | 北内越村                   | 北内越村                        | 昭和29年3月31日 本荘町に編入 即日市制 本荘市 | 昭和30年8月10日 岩谷村に編入 | 昭和31年9月30日 大内村             | 昭和45年4月1日 町制 大内町       | 平成17年3月22日 由利本荘市   | 由利本荘市 |
| 中館村     | 中館村     | 中館村                        | 北内越村                   | 北内越村                        | 昭和29年3月31日 本荘町に編入 即日市制 本荘市 | 昭和30年8月10日 岩谷村に編入 | 昭和31年9月30日 大内村             | 昭和45年4月1日 町制 大内町       | 平成17年3月22日 由利本荘市   | 由利本荘市 |
| 深沢村     | 深沢村     | 深沢村                        | 北内越村                   | 北内越村                        | 昭和29年3月31日 本荘町に編入 即日市制 本荘市 | 昭和30年8月10日 岩谷村に編入 | 昭和31年9月30日 大内村             | 昭和45年4月1日 町制 大内町       | 平成17年3月22日 由利本荘市   | 由利本荘市 |
| 岩谷町村   | 岩谷町村   | 岩谷町村                      | 岩谷村                     | 岩谷村                          | 岩谷村                                       | 岩谷村                       | 昭和31年9月30日 大内村             | 昭和45年4月1日 町制 大内町       | 平成17年3月22日 由利本荘市   | 由利本荘市 |
| 岩谷麓村   | 岩谷麓村   | 岩谷麓村                      | 岩谷村                     | 岩谷村                          | 岩谷村                                       | 岩谷村                       | 昭和31年9月30日 大内村             | 昭和45年4月1日 町制 大内町       | 平成17年3月22日 由利本荘市   | 由利本荘市 |
| 払川村     | 払川村     | 明治9年 三川村                | 岩谷村                     | 岩谷村                          | 岩谷村                                       | 岩谷村                       | 昭和31年9月30日 大内村             | 昭和45年4月1日 町制 大内町       | 平成17年3月22日 由利本荘市   | 由利本荘市 |
| 川口村     |            | 明治9年 三川村                | 岩谷村                     | 岩谷村                          | 岩谷村                                       | 岩谷村                       | 昭和31年9月30日 大内村             | 昭和45年4月1日 町制 大内町       | 平成17年3月22日 由利本荘市   | 由利本荘市 |
| 増川村     |            | 明治9年 三川村                | 岩谷村                     | 岩谷村                          | 岩谷村                                       | 岩谷村                       | 昭和31年9月30日 大内村             | 昭和45年4月1日 町制 大内町       | 平成17年3月22日 由利本荘市   | 由利本荘市 |
| 徳沢村     | 徳沢村     | 徳沢村                        | 岩谷村                     | 岩谷村                          | 岩谷村                                       | 岩谷村                       | 昭和31年9月30日 大内村             | 昭和45年4月1日 町制 大内町       | 平成17年3月22日 由利本荘市   | 由利本荘市 |
| 大倉沢村   | 大倉沢村   | 大倉沢村                      | 岩谷村                     | 岩谷村                          | 岩谷村                                       | 岩谷村                       | 昭和31年9月30日 大内村             | 昭和45年4月1日 町制 大内町       | 平成17年3月22日 由利本荘市   | 由利本荘市 |
| 大谷村     | 大谷村     | 大谷村                        | 岩谷村                     | 岩谷村                          | 岩谷村                                       | 岩谷村                       | 昭和31年9月30日 大内村             | 昭和45年4月1日 町制 大内町       | 平成17年3月22日 由利本荘市   | 由利本荘市 |
| 米坂村     | 米坂村     | 米坂村                        | 岩谷村                     | 岩谷村                          | 岩谷村                                       | 岩谷村                       | 昭和31年9月30日 大内村             | 昭和45年4月1日 町制 大内町       | 平成17年3月22日 由利本荘市   | 由利本荘市 |
| 福田村     | 福田村     | 明治13年 改称 北福田村        | 岩谷村                     | 岩谷村                          | 岩谷村                                       | 岩谷村                       | 昭和31年9月30日 大内村             | 昭和45年4月1日 町制 大内町       | 平成17年3月22日 由利本荘市   | 由利本荘市 |
| 中田代村   | 中田代村   | 中田代村                      | 上川大内村                 | 上川大内村                      | 上川大内村                                   | 上川大内村                   | 昭和31年9月30日 大内村             | 昭和45年4月1日 町制 大内町       | 平成17年3月22日 由利本荘市   | 由利本荘市 |
| 新田村     | 新田村     | 新田村                        | 上川大内村                 | 上川大内村                      | 上川大内村                                   | 上川大内村                   | 昭和31年9月30日 大内村             | 昭和45年4月1日 町制 大内町       | 平成17年3月22日 由利本荘市   | 由利本荘市 |
| 岩野目沢村 | 岩野目沢村 | 岩野目沢村                    | 上川大内村                 | 上川大内村                      | 上川大内村                                   | 上川大内村                   | 昭和31年9月30日 大内村             | 昭和45年4月1日 町制 大内町       | 平成17年3月22日 由利本荘市   | 由利本荘市 |
| 小栗山村   | 小栗山村   | 小栗山村                      | 上川大内村                 | 上川大内村                      | 上川大内村                                   | 上川大内村                   | 昭和31年9月30日 大内村             | 昭和45年4月1日 町制 大内町       | 平成17年3月22日 由利本荘市   | 由利本荘市 |
| 滝村       | 滝村       | 滝村                          | 上川大内村                 | 上川大内村                      | 上川大内村                                   | 上川大内村                   | 昭和31年9月30日 大内村             | 昭和45年4月1日 町制 大内町       | 平成17年3月22日 由利本荘市   | 由利本荘市 |
| 羽広村     | 羽広村     | 羽広村                        | 上川大内村                 | 上川大内村                      | 上川大内村                                   | 上川大内村                   | 昭和31年9月30日 大内村             | 昭和45年4月1日 町制 大内町       | 平成17年3月22日 由利本荘市   | 由利本荘市 |
| 新沢村     | 新沢村     | 新沢村                        | 下川大内村                 | 下川大内村                      | 下川大内村                                   | 下川大内村                   | 昭和31年9月30日 大内村             | 昭和45年4月1日 町制 大内町       | 平成17年3月22日 由利本荘市   | 由利本荘市 |
| 中帳村     | 中帳村     | 中帳村                        | 下川大内村                 | 下川大内村                      | 下川大内村                                   | 下川大内村                   | 昭和31年9月30日 大内村             | 昭和45年4月1日 町制 大内町       | 平成17年3月22日 由利本荘市   | 由利本荘市 |
| 高尾村     | 高尾村     | 高尾村                        | 下川大内村                 | 下川大内村                      | 下川大内村                                   | 下川大内村                   | 昭和31年9月30日 大内村             | 昭和45年4月1日 町制 大内町       | 平成17年3月22日 由利本荘市   | 由利本荘市 |
| 中俣村     | 中俣村     | 中俣村                        | 下川大内村                 | 下川大内村                      | 下川大内村                                   | 下川大内村                   | 昭和31年9月30日 大内村             | 昭和45年4月1日 町制 大内町       | 平成17年3月22日 由利本荘市   | 由利本荘市 |
| 松本村     | 松本村     | 松本村                        | 下川大内村                 | 下川大内村                      | 下川大内村                                   | 下川大内村                   | 昭和31年9月30日 大内村             | 昭和45年4月1日 町制 大内町       | 平成17年3月22日 由利本荘市   | 由利本荘市 |
| 加賀沢村   | 加賀沢村   | 加賀沢村                      | 下川大内村                 | 下川大内村                      | 下川大内村                                   | 下川大内村                   | 昭和31年9月30日 大内村             | 昭和45年4月1日 町制 大内町       | 平成17年3月22日 由利本荘市   | 由利本荘市 |
| 葛岡村     | 葛岡村     | 葛岡村                        | 下川大内村                 | 下川大内村                      | 下川大内村                                   | 下川大内村                   | 昭和31年9月30日 大内村             | 昭和45年4月1日 町制 大内町       | 平成17年3月22日 由利本荘市   | 由利本荘市 |
| 及位村     | 及位村     | 及位村                        | 下川大内村                 | 下川大内村                      | 下川大内村                                   | 下川大内村                   | 昭和31年9月30日 大内村             | 昭和45年4月1日 町制 大内町       | 平成17年3月22日 由利本荘市   | 由利本荘市 |
| 長坂村     | 長坂村     | 長坂村                        | 下川大内村                 | 下川大内村                      | 下川大内村                                   | 下川大内村                   | 昭和31年9月30日 大内村             | 昭和45年4月1日 町制 大内町       | 平成17年3月22日 由利本荘市   | 由利本荘市 |
| 平岫村     | 平岫村     | 平岫村                        | 下川大内村                 | 下川大内村                      | 下川大内村                                   | 下川大内村                   | 昭和31年9月30日 大内村             | 昭和45年4月1日 町制 大内町       | 平成17年3月22日 由利本荘市   | 由利本荘市 |
| 亀田町     | 亀田町     | 明治11年 亀田亀田町           | 亀田町                     | 亀田町                          | 亀田町                                       | 昭和30年7月20日 岩城町       | 昭和30年7月20日 岩城町             | 岩城町                           | 平成17年3月22日 由利本荘市   | 由利本荘市 |
| 亀田町     | 亀田町     | 明治11年 亀田愛宕町           | 亀田町                     | 亀田町                          | 亀田町                                       | 昭和30年7月20日 岩城町       | 昭和30年7月20日 岩城町             | 岩城町                           | 平成17年3月22日 由利本荘市   | 由利本荘市 |
| 亀田町     | 亀田町     | 明治11年 亀田大町             | 亀田町                     | 亀田町                          | 亀田町                                       | 昭和30年7月20日 岩城町       | 昭和30年7月20日 岩城町             | 岩城町                           | 平成17年3月22日 由利本荘市   | 由利本荘市 |
| 亀田町     | 亀田町     | 明治11年 亀田最上町           | 亀田町                     | 亀田町                          | 亀田町                                       | 昭和30年7月20日 岩城町       | 昭和30年7月20日 岩城町             | 岩城町                           | 平成17年3月22日 由利本荘市   | 由利本荘市 |
| 富田村     | 富田村     | 富田村                        | 亀田町                     | 亀田町                          | 亀田町                                       | 昭和30年7月20日 岩城町       | 昭和30年7月20日 岩城町             | 岩城町                           | 平成17年3月22日 由利本荘市   | 由利本荘市 |
| 泉田村     | 泉田村     | 泉田村                        | 亀田町                     | 亀田町                          | 亀田町                                       | 昭和30年7月20日 岩城町       | 昭和30年7月20日 岩城町             | 岩城町                           | 平成17年3月22日 由利本荘市   | 由利本荘市 |
| 赤平村     | 赤平村     | 赤平村                        | 亀田町                     | 亀田町                          | 亀田町                                       | 昭和30年7月20日 岩城町       | 昭和30年7月20日 岩城町             | 岩城町                           | 平成17年3月22日 由利本荘市   | 由利本荘市 |
| 滝俣村     | 滝俣村     | 滝俣村                        | 亀田町                     | 亀田町                          | 亀田町                                       | 昭和30年7月20日 岩城町       | 昭和30年7月20日 岩城町             | 岩城町                           | 平成17年3月22日 由利本荘市   | 由利本荘市 |
| 福俣村     | 福俣村     | 福俣村                        | 亀田町                     | 亀田町                          | 亀田町                                       | 昭和30年7月20日 岩城町       | 昭和30年7月20日 岩城町             | 岩城町                           | 平成17年3月22日 由利本荘市   | 由利本荘市 |
| 上蛇田村   | 上蛇田村   | 上蛇田村                      | 亀田町                     | 亀田町                          | 亀田町                                       | 昭和30年7月20日 岩城町       | 昭和30年7月20日 岩城町             | 岩城町                           | 平成17年3月22日 由利本荘市   | 由利本荘市 |
| 下蛇田村   | 下蛇田村   | 下蛇田村                      | 亀田町                     | 亀田町                          | 亀田町                                       | 昭和30年7月20日 岩城町       | 昭和30年7月20日 岩城町             | 岩城町                           | 平成17年3月22日 由利本荘市   | 由利本荘市 |
| 六呂田村   | 六呂田村   | 六呂田村                      | 亀田町                     | 亀田町                          | 亀田町                                       | 昭和30年7月20日 岩城町       | 昭和30年7月20日 岩城町             | 岩城町                           | 平成17年3月22日 由利本荘市   | 由利本荘市 |
| 上黒川村   | 上黒川村   | 上黒川村                      | 亀田町                     | 亀田町                          | 亀田町                                       | 昭和30年7月20日 岩城町       | 昭和30年7月20日 岩城町             | 岩城町                           | 平成17年3月22日 由利本荘市   | 由利本荘市 |
| 下黒川村   | 下黒川村   | 下黒川村                      | 亀田町                     | 亀田町                          | 亀田町                                       | 昭和30年7月20日 岩城町       | 昭和30年7月20日 岩城町             | 岩城町                           | 平成17年3月22日 由利本荘市   | 由利本荘市 |
| 内道川村   | 内道川村   | 内道川村                      | 道川村                     | 道川村                          | 道川村                                       | 昭和30年7月20日 岩城町       | 昭和30年7月20日 岩城町             | 岩城町                           | 平成17年3月22日 由利本荘市   | 由利本荘市 |
| 二古村     | 二古村     | 二古村                        | 道川村                     | 道川村                          | 道川村                                       | 昭和30年7月20日 岩城町       | 昭和30年7月20日 岩城町             | 岩城町                           | 平成17年3月22日 由利本荘市   | 由利本荘市 |
| 勝手村     | 勝手村     | 勝手村                        | 道川村                     | 道川村                          | 道川村                                       | 昭和30年7月20日 岩城町       | 昭和30年7月20日 岩城町             | 岩城町                           | 平成17年3月22日 由利本荘市   | 由利本荘市 |
| 道川村     | 道川村     | 道川村                        | 道川村                     | 道川村                          | 道川村                                       | 昭和30年7月20日 岩城町       | 昭和30年7月20日 岩城町             | 岩城町                           | 平成17年3月22日 由利本荘市   | 由利本荘市 |
| 君ヶ野村   | 君ヶ野村   | 君ヶ野村                      | 道川村                     | 道川村                          | 道川村                                       | 昭和30年7月20日 岩城町       | 昭和30年7月20日 岩城町             | 岩城町                           | 平成17年3月22日 由利本荘市   | 由利本荘市 |
| 城内村     | 城内村     | 城内村                        | 矢島町                     | 矢島町                          | 矢島町                                       | 矢島町                       | 矢島町                             | 矢島町                           | 平成17年3月22日 由利本荘市   | 由利本荘市 |
| 城内村     | 城内村     | 明治15年 分立 矢島町          | 矢島町                     | 矢島町                          | 矢島町                                       | 矢島町                       | 矢島町                             | 矢島町                           | 平成17年3月22日 由利本荘市   | 由利本荘市 |
| 城内村     | 城内村     | 明治15年 分立 田中町村        | 矢島町                     | 矢島町                          | 矢島町                                       | 矢島町                       | 矢島町                             | 矢島町                           | 平成17年3月22日 由利本荘市   | 由利本荘市 |
| 城内村     | 城内村     | 明治15年 分立 館町村          | 矢島町                     | 矢島町                          | 矢島町                                       | 矢島町                       | 矢島町                             | 矢島町                           | 平成17年3月22日 由利本荘市   | 由利本荘市 |
| 杉沢村     | 杉沢村     | 明治9年 川辺村                | 矢島町                     | 矢島町                          | 矢島町                                       | 矢島町                       | 矢島町                             | 矢島町                           | 平成17年3月22日 由利本荘市   | 由利本荘市 |
| 川原村     |            | 明治9年 川辺村                | 矢島町                     | 矢島町                          | 矢島町                                       | 矢島町                       | 矢島町                             | 矢島町                           | 平成17年3月22日 由利本荘市   | 由利本荘市 |
| 小板戸村   |            | 明治9年 川辺村                | 矢島町                     | 矢島町                          | 矢島町                                       | 矢島町                       | 矢島町                             | 矢島町                           | 平成17年3月22日 由利本荘市   | 由利本荘市 |
| 七日町村   | 七日町村   | 七日町村                      | 矢島町                     | 矢島町                          | 矢島町                                       | 矢島町                       | 矢島町                             | 矢島町                           | 平成17年3月22日 由利本荘市   | 由利本荘市 |
| 荒沢村     | 荒沢村     | 荒沢村                        | 矢島町                     | 矢島町                          | 矢島町                                       | 矢島町                       | 矢島町                             | 矢島町                           | 平成17年3月22日 由利本荘市   | 由利本荘市 |
| 須郷田村   | 須郷田村   | 明治9年 元町村                | 矢島町                     | 矢島町                          | 矢島町                                       | 矢島町                       | 矢島町                             | 矢島町                           | 平成17年3月22日 由利本荘市   | 由利本荘市 |
| 新町村     |            | 明治9年 元町村                | 矢島町                     | 矢島町                          | 矢島町                                       | 矢島町                       | 矢島町                             | 矢島町                           | 平成17年3月22日 由利本荘市   | 由利本荘市 |
| 新所村     |            | 明治9年 元町村                | 矢島町                     | 矢島町                          | 矢島町                                       | 矢島町                       | 矢島町                             | 矢島町                           | 平成17年3月22日 由利本荘市   | 由利本荘市 |
| 九日町村   |            | 明治9年 元町村                | 矢島町                     | 矢島町                          | 矢島町                                       | 矢島町                       | 矢島町                             | 矢島町                           | 平成17年3月22日 由利本荘市   | 由利本荘市 |
| 中山村     | 中山村     | 明治9年 立石村                | 矢島町                     | 矢島町                          | 矢島町                                       | 矢島町                       | 矢島町                             | 矢島町                           | 平成17年3月22日 由利本荘市   | 由利本荘市 |
| 八杉村     |            | 明治9年 立石村                | 矢島町                     | 矢島町                          | 矢島町                                       | 矢島町                       | 矢島町                             | 矢島町                           | 平成17年3月22日 由利本荘市   | 由利本荘市 |
| 新荘村     | 新荘村     | 新荘村                        | 矢島町                     | 矢島町                          | 矢島町                                       | 矢島町                       | 矢島町                             | 矢島町                           | 平成17年3月22日 由利本荘市   | 由利本荘市 |
| 坂ノ下村   | 坂ノ下村   | 坂ノ下村                      | 矢島町                     | 矢島町                          | 矢島町                                       | 矢島町                       | 矢島町                             | 矢島町                           | 平成17年3月22日 由利本荘市   | 由利本荘市 |
| 木在村     | 木在村     | 木在村                        | 矢島町                     | 矢島町                          | 矢島町                                       | 矢島町                       | 矢島町                             | 矢島町                           | 平成17年3月22日 由利本荘市   | 由利本荘市 |
| 森子村     | 森子村     | 明治9年 森子村                | 西滝沢村                   | 西滝沢村                        | 西滝沢村                                     | 昭和30年3月1日 由利村        | 昭和30年3月1日 由利村              | 昭和35年11月1日 町制 由利町      | 平成17年3月22日 由利本荘市   | 由利本荘市 |
| 明法村     |            | 明治9年 森子村                | 西滝沢村                   | 西滝沢村                        | 西滝沢村                                     | 昭和30年3月1日 由利村        | 昭和30年3月1日 由利村              | 昭和35年11月1日 町制 由利町      | 平成17年3月22日 由利本荘市   | 由利本荘市 |
| 新屋敷村   | 新屋敷村   | 明治9年 川西村                | 西滝沢村                   | 西滝沢村                        | 西滝沢村                                     | 昭和30年3月1日 由利村        | 昭和30年3月1日 由利村              | 昭和35年11月1日 町制 由利町      | 平成17年3月22日 由利本荘市   | 由利本荘市 |
| 奉行免村   |            | 明治9年 川西村                | 西滝沢村                   | 西滝沢村                        | 西滝沢村                                     | 昭和30年3月1日 由利村        | 昭和30年3月1日 由利村              | 昭和35年11月1日 町制 由利町      | 平成17年3月22日 由利本荘市   | 由利本荘市 |
| 米山村     |            | 明治9年 川西村                | 西滝沢村                   | 西滝沢村                        | 西滝沢村                                     | 昭和30年3月1日 由利村        | 昭和30年3月1日 由利村              | 昭和35年11月1日 町制 由利町      | 平成17年3月22日 由利本荘市   | 由利本荘市 |
| 吉沢村     | 吉沢村     | 吉沢村                        | 西滝沢村                   | 西滝沢村                        | 西滝沢村                                     | 昭和30年3月1日 由利村        | 昭和30年3月1日 由利村              | 昭和35年11月1日 町制 由利町      | 平成17年3月22日 由利本荘市   | 由利本荘市 |
| 新上条村   | 新上条村   | 新上条村                      | 西滝沢村                   | 西滝沢村                        | 西滝沢村                                     | 昭和30年3月1日 由利村        | 昭和30年3月1日 由利村              | 昭和35年11月1日 町制 由利町      | 平成17年3月22日 由利本荘市   | 由利本荘市 |
| 本上条村   | 本上条村   | 明治9年 山本村                | 西滝沢村                   | 西滝沢村                        | 西滝沢村                                     | 昭和30年3月1日 由利村        | 昭和30年3月1日 由利村              | 昭和35年11月1日 町制 由利町      | 平成17年3月22日 由利本荘市   | 由利本荘市 |
| 山田村     |            | 明治9年 山本村                | 西滝沢村                   | 西滝沢村                        | 西滝沢村                                     | 昭和30年3月1日 由利村        | 昭和30年3月1日 由利村              | 昭和35年11月1日 町制 由利町      | 平成17年3月22日 由利本荘市   | 由利本荘市 |
| 土倉村     | 土倉村     | 土倉村                        | 西滝沢村                   | 西滝沢村                        | 西滝沢村                                     | 昭和30年3月1日 由利村        | 昭和30年3月1日 由利村              | 昭和35年11月1日 町制 由利町      | 平成17年3月22日 由利本荘市   | 由利本荘市 |
| 蟹沢村     | 蟹沢村     | 蟹沢村                        | 西滝沢村                   | 西滝沢村                        | 西滝沢村                                     | 昭和30年3月1日 由利村        | 昭和30年3月1日 由利村              | 昭和35年11月1日 町制 由利町      | 平成17年3月22日 由利本荘市   | 由利本荘市 |
| 前郷村     | 前郷村     | 前郷村                        | 東滝沢村                   | 東滝沢村                        | 東滝沢村                                     | 昭和30年3月1日 由利村        | 昭和30年3月1日 由利村              | 昭和35年11月1日 町制 由利町      | 平成17年3月22日 由利本荘市   | 由利本荘市 |
| 中沢村     | 中沢村     | 明治13年1月17日 改称 東中沢村 | 東滝沢村                   | 東滝沢村                        | 東滝沢村                                     | 昭和30年3月1日 由利村        | 昭和30年3月1日 由利村              | 昭和35年11月1日 町制 由利町      | 平成17年3月22日 由利本荘市   | 由利本荘市 |
| 大水口村   | 大水口村   | 大水口村                      | 東滝沢村                   | 東滝沢村                        | 東滝沢村                                     | 昭和30年3月1日 由利村        | 昭和30年3月1日 由利村              | 昭和35年11月1日 町制 由利町      | 平成17年3月22日 由利本荘市   | 由利本荘市 |
| 五十土村   | 五十土村   | 五十土村                      | 東滝沢村                   | 東滝沢村                        | 東滝沢村                                     | 昭和30年3月1日 由利村        | 昭和30年3月1日 由利村              | 昭和35年11月1日 町制 由利町      | 平成17年3月22日 由利本荘市   | 由利本荘市 |
| 久保田村   | 久保田村   | 久保田村                      | 東滝沢村                   | 東滝沢村                        | 東滝沢村                                     | 昭和30年3月1日 由利村        | 昭和30年3月1日 由利村              | 昭和35年11月1日 町制 由利町      | 平成17年3月22日 由利本荘市   | 由利本荘市 |
| 小菅野村   | 小菅野村   | 小菅野村                      | 東滝沢村                   | 東滝沢村                        | 東滝沢村                                     | 昭和30年3月1日 由利村        | 昭和30年3月1日 由利村              | 昭和35年11月1日 町制 由利町      | 平成17年3月22日 由利本荘市   | 由利本荘市 |
| 曲沢村     | 曲沢村     | 曲沢村                        | 東滝沢村                   | 東滝沢村                        | 東滝沢村                                     | 昭和30年3月1日 由利村        | 昭和30年3月1日 由利村              | 昭和35年11月1日 町制 由利町      | 平成17年3月22日 由利本荘市   | 由利本荘市 |
| 陳ヶ森村   | 陳ヶ森村   | 陳ヶ森村                      | 東滝沢村                   | 東滝沢村                        | 東滝沢村                                     | 昭和30年3月1日 由利村        | 昭和30年3月1日 由利村              | 昭和35年11月1日 町制 由利町      | 平成17年3月22日 由利本荘市   | 由利本荘市 |
| 飯沢村     | 飯沢村     | 飯沢村                        | 東滝沢村                   | 東滝沢村                        | 東滝沢村                                     | 昭和30年3月1日 由利村        | 昭和30年3月1日 由利村              | 昭和35年11月1日 町制 由利町      | 平成17年3月22日 由利本荘市   | 由利本荘市 |
| 黒沢村     | 黒沢村     | 黒沢村                        | 鮎川村                     | 鮎川村                          | 鮎川村                                       | 昭和30年3月1日 由利村        | 昭和30年3月1日 由利村              | 昭和35年11月1日 町制 由利町      | 平成17年3月22日 由利本荘市   | 由利本荘市 |
| 蒲田村     | 蒲田村     | 明治9年 東鮎川村              | 鮎川村                     | 鮎川村                          | 鮎川村                                       | 昭和30年3月1日 由利村        | 昭和30年3月1日 由利村              | 昭和35年11月1日 町制 由利町      | 平成17年3月22日 由利本荘市   | 由利本荘市 |
| 山崎村     |            | 明治9年 東鮎川村              | 鮎川村                     | 鮎川村                          | 鮎川村                                       | 昭和30年3月1日 由利村        | 昭和30年3月1日 由利村              | 昭和35年11月1日 町制 由利町      | 平成17年3月22日 由利本荘市   | 由利本荘市 |
| 沢口村     |            | 明治9年 東鮎川村              | 鮎川村                     | 鮎川村                          | 鮎川村                                       | 昭和30年3月1日 由利村        | 昭和30年3月1日 由利村              | 昭和35年11月1日 町制 由利町      | 平成17年3月22日 由利本荘市   | 由利本荘市 |
| 立井地村   |            | 明治9年 東鮎川村              | 鮎川村                     | 鮎川村                          | 鮎川村                                       | 昭和30年3月1日 由利村        | 昭和30年3月1日 由利村              | 昭和35年11月1日 町制 由利町      | 平成17年3月22日 由利本荘市   | 由利本荘市 |
| 福田村     | 福田村     | 明治13年 改称 南福田村        | 鮎川村                     | 鮎川村                          | 鮎川村                                       | 昭和30年3月1日 由利村        | 昭和30年3月1日 由利村              | 昭和35年11月1日 町制 由利町      | 平成17年3月22日 由利本荘市   | 由利本荘市 |
| 町村       | 町村       | 明治9年 町村                  | 鮎川村                     | 鮎川村                          | 鮎川村                                       | 昭和30年3月1日 由利村        | 昭和30年3月1日 由利村              | 昭和35年11月1日 町制 由利町      | 平成17年3月22日 由利本荘市   | 由利本荘市 |
| 中畑村     |            | 明治9年 町村                  | 鮎川村                     | 鮎川村                          | 鮎川村                                       | 昭和30年3月1日 由利村        | 昭和30年3月1日 由利村              | 昭和35年11月1日 町制 由利町      | 平成17年3月22日 由利本荘市   | 由利本荘市 |
| 平石村     | 平石村     | 平石村                        | 鮎川村                     | 鮎川村                          | 鮎川村                                       | 昭和30年3月1日 由利村        | 昭和30年3月1日 由利村              | 昭和35年11月1日 町制 由利町      | 平成17年3月22日 由利本荘市   | 由利本荘市 |
| 堰口村     | 堰口村     | 堰口村                        | 鮎川村                     | 鮎川村                          | 鮎川村                                       | 昭和30年3月1日 由利村        | 昭和30年3月1日 由利村              | 昭和35年11月1日 町制 由利町      | 平成17年3月22日 由利本荘市   | 由利本荘市 |
| 二子村     | 二子村     | 明治9年 西沢村                | 鮎川村                     | 鮎川村                          | 鮎川村                                       | 昭和30年3月1日 由利村        | 昭和30年3月1日 由利村              | 昭和35年11月1日 町制 由利町      | 平成17年3月22日 由利本荘市   | 由利本荘市 |
| 田代村     |            | 明治9年 西沢村                | 鮎川村                     | 鮎川村                          | 鮎川村                                       | 昭和30年3月1日 由利村        | 昭和30年3月1日 由利村              | 昭和35年11月1日 町制 由利町      | 平成17年3月22日 由利本荘市   | 由利本荘市 |
| 屋敷村     |            | 明治9年 西沢村                | 鮎川村                     | 鮎川村                          | 鮎川村                                       | 昭和30年3月1日 由利村        | 昭和30年3月1日 由利村              | 昭和35年11月1日 町制 由利町      | 平成17年3月22日 由利本荘市   | 由利本荘市 |
| 館前村     | 館前村     | 明治9年 館合村                | 玉米村                     | 玉米村                          | 玉米村                                       | 昭和30年7月23日 東由利村     | 昭和30年7月23日 東由利村           | 昭和49年4月1日 町制 東由利町     | 平成17年3月22日 由利本荘市   | 由利本荘市 |
| 館野村     |            | 明治9年 館合村                | 玉米村                     | 玉米村                          | 玉米村                                       | 昭和30年7月23日 東由利村     | 昭和30年7月23日 東由利村           | 昭和49年4月1日 町制 東由利町     | 平成17年3月22日 由利本荘市   | 由利本荘市 |
| 田代村     | 田代村     | 田代村                        | 玉米村                     | 玉米村                          | 玉米村                                       | 昭和30年7月23日 東由利村     | 昭和30年7月23日 東由利村           | 昭和49年4月1日 町制 東由利町     | 平成17年3月22日 由利本荘市   | 由利本荘市 |
| 黒渕村     | 黒渕村     | 黒渕村                        | 玉米村                     | 玉米村                          | 玉米村                                       | 昭和30年7月23日 東由利村     | 昭和30年7月23日 東由利村           | 昭和49年4月1日 町制 東由利町     | 平成17年3月22日 由利本荘市   | 由利本荘市 |
| 蔵村       | 蔵村       | 蔵村                          | 下郷村                     | 下郷村                          | 下郷村                                       | 昭和30年7月23日 東由利村     | 昭和30年7月23日 東由利村           | 昭和49年4月1日 町制 東由利町     | 平成17年3月22日 由利本荘市   | 由利本荘市 |
| 法内村     | 法内村     | 法内村                        | 下郷村                     | 下郷村                          | 下郷村                                       | 昭和30年7月23日 東由利村     | 昭和30年7月23日 東由利村           | 昭和49年4月1日 町制 東由利町     | 平成17年3月22日 由利本荘市   | 由利本荘市 |
| 宿村       | 宿村       | 宿村                          | 下郷村                     | 下郷村                          | 下郷村                                       | 昭和30年7月23日 東由利村     | 昭和30年7月23日 東由利村           | 昭和49年4月1日 町制 東由利町     | 平成17年3月22日 由利本荘市   | 由利本荘市 |
| 杉森村     | 杉森村     | 杉森村                        | 下郷村                     | 下郷村                          | 下郷村                                       | 昭和30年7月23日 東由利村     | 昭和30年7月23日 東由利村           | 昭和49年4月1日 町制 東由利町     | 平成17年3月22日 由利本荘市   | 由利本荘市 |
| 老方村     | 老方村     | 老方村                        | 下郷村                     | 下郷村                          | 下郷村                                       | 昭和30年7月23日 東由利村     | 昭和30年7月23日 東由利村           | 昭和49年4月1日 町制 東由利町     | 平成17年3月22日 由利本荘市   | 由利本荘市 |
| 中沢村     | 中沢村     | 明治9年 西目村                | 西目村                     | 西目村                          | 西目村                                       | 西目村                       | 西目村                             | 昭和50年9月1日 町制 西目町       | 平成17年3月22日 由利本荘市   | 由利本荘市 |
| 井岡村     |            | 明治9年 西目村                | 西目村                     | 西目村                          | 西目村                                       | 西目村                       | 西目村                             | 昭和50年9月1日 町制 西目町       | 平成17年3月22日 由利本荘市   | 由利本荘市 |
| 潟保村     |            | 明治9年 西目村                | 西目村                     | 西目村                          | 西目村                                       | 西目村                       | 西目村                             | 昭和50年9月1日 町制 西目町       | 平成17年3月22日 由利本荘市   | 由利本荘市 |
| 川崎村     |            | 明治9年 西目村                | 西目村                     | 西目村                          | 西目村                                       | 西目村                       | 西目村                             | 昭和50年9月1日 町制 西目町       | 平成17年3月22日 由利本荘市   | 由利本荘市 |
| 田高村     |            | 明治9年 西目村                | 西目村                     | 西目村                          | 西目村                                       | 西目村                       | 西目村                             | 昭和50年9月1日 町制 西目町       | 平成17年3月22日 由利本荘市   | 由利本荘市 |
| 大西目村   |            | 明治9年 西目村                | 西目村                     | 西目村                          | 西目村                                       | 西目村                       | 西目村                             | 昭和50年9月1日 町制 西目町       | 平成17年3月22日 由利本荘市   | 由利本荘市 |
| 田中村     |            | 明治9年 西目村                | 西目村                     | 西目村                          | 西目村                                       | 西目村                       | 西目村                             | 昭和50年9月1日 町制 西目町       | 平成17年3月22日 由利本荘市   | 由利本荘市 |
| 出戸村     | 出戸村     | 出戸村                        | 西目村                     | 西目村                          | 西目村                                       | 西目村                       | 西目村                             | 昭和50年9月1日 町制 西目町       | 平成17年3月22日 由利本荘市   | 由利本荘市 |
| 沼田村     | 沼田村     | 沼田村                        | 西目村                     | 西目村                          | 西目村                                       | 西目村                       | 西目村                             | 昭和50年9月1日 町制 西目町       | 平成17年3月22日 由利本荘市   | 由利本荘市 |
| 海士剥村   | 海士剥村   | 海士剥村                      | 西目村                     | 西目村                          | 西目村                                       | 西目村                       | 西目村                             | 昭和50年9月1日 町制 西目町       | 平成17年3月22日 由利本荘市   | 由利本荘市 |
| 上笹子村   | 上笹子村   | 明治9年 上笹子村              | 笹子村                     | 笹子村                          | 笹子村                                       | 昭和30年3月31日 鳥海村       | 昭和30年3月31日 鳥海村             | 昭和55年11月1日 町制 鳥海町      | 平成17年3月22日 由利本荘市   | 由利本荘市 |
| 中村       |            | 明治9年 上笹子村              | 笹子村                     | 笹子村                          | 笹子村                                       | 昭和30年3月31日 鳥海村       | 昭和30年3月31日 鳥海村             | 昭和55年11月1日 町制 鳥海町      | 平成17年3月22日 由利本荘市   | 由利本荘市 |
| 天神村     |            | 明治9年 上笹子村              | 笹子村                     | 笹子村                          | 笹子村                                       | 昭和30年3月31日 鳥海村       | 昭和30年3月31日 鳥海村             | 昭和55年11月1日 町制 鳥海町      | 平成17年3月22日 由利本荘市   | 由利本荘市 |
| 下笹子村   | 下笹子村   | 下笹子村                      | 笹子村                     | 笹子村                          | 笹子村                                       | 昭和30年3月31日 鳥海村       | 昭和30年3月31日 鳥海村             | 昭和55年11月1日 町制 鳥海町      | 平成17年3月22日 由利本荘市   | 由利本荘市 |
| 中直根村   | 中直根村   | 明治9年 中直根村              | 直根村                     | 直根村                          | 直根村                                       | 昭和30年3月31日 鳥海村       | 昭和30年3月31日 鳥海村             | 昭和55年11月1日 町制 鳥海町      | 平成17年3月22日 由利本荘市   | 由利本荘市 |
| 前之沢村   |            | 明治9年 中直根村              | 直根村                     | 直根村                          | 直根村                                       | 昭和30年3月31日 鳥海村       | 昭和30年3月31日 鳥海村             | 昭和55年11月1日 町制 鳥海町      | 平成17年3月22日 由利本荘市   | 由利本荘市 |
| 百宅村     | 百宅村     | 百宅村                        | 直根村                     | 直根村                          | 直根村                                       | 昭和30年3月31日 鳥海村       | 昭和30年3月31日 鳥海村             | 昭和55年11月1日 町制 鳥海町      | 平成17年3月22日 由利本荘市   | 由利本荘市 |
| 上直根村   | 上直根村   | 上直根村                      | 直根村                     | 直根村                          | 直根村                                       | 昭和30年3月31日 鳥海村       | 昭和30年3月31日 鳥海村             | 昭和55年11月1日 町制 鳥海町      | 平成17年3月22日 由利本荘市   | 由利本荘市 |
| 下直根村   | 下直根村   | 下直根村                      | 直根村                     | 直根村                          | 直根村                                       | 昭和30年3月31日 鳥海村       | 昭和30年3月31日 鳥海村             | 昭和55年11月1日 町制 鳥海町      | 平成17年3月22日 由利本荘市   | 由利本荘市 |
| 猿倉村     | 猿倉村     | 猿倉村                        | 直根村                     | 直根村                          | 直根村                                       | 昭和30年3月31日 鳥海村       | 昭和30年3月31日 鳥海村             | 昭和55年11月1日 町制 鳥海町      | 平成17年3月22日 由利本荘市   | 由利本荘市 |
| 才ノ神村   | 才ノ神村   | 才ノ神村                      | 直根村                     | 直根村                          | 直根村                                       | 昭和30年3月31日 鳥海村       | 昭和30年3月31日 鳥海村             | 昭和55年11月1日 町制 鳥海町      | 平成17年3月22日 由利本荘市   | 由利本荘市 |
| 伏見村     | 伏見村     | 伏見村                        | 川内村                     | 川内村                          | 川内村                                       | 昭和30年3月31日 鳥海村       | 昭和30年3月31日 鳥海村             | 昭和55年11月1日 町制 鳥海町      | 平成17年3月22日 由利本荘市   | 由利本荘市 |
| 小川村     | 小川村     | 小川村                        | 川内村                     | 川内村                          | 川内村                                       | 昭和30年3月31日 鳥海村       | 昭和30年3月31日 鳥海村             | 昭和55年11月1日 町制 鳥海町      | 平成17年3月22日 由利本荘市   | 由利本荘市 |
| 上川内村   | 上川内村   | 上川内村                      | 川内村                     | 川内村                          | 川内村                                       | 昭和30年3月31日 鳥海村       | 昭和30年3月31日 鳥海村             | 昭和55年11月1日 町制 鳥海町      | 平成17年3月22日 由利本荘市   | 由利本荘市 |
| 下川内村   |            | 下川内村                      | 川内村                     | 川内村                          | 川内村                                       | 昭和30年3月31日 鳥海村       | 昭和30年3月31日 鳥海村             | 昭和55年11月1日 町制 鳥海町      | 平成17年3月22日 由利本荘市   | 由利本荘市 |
| 下川内村   | 一部       | 明治9年 栗沢村                | 川内村                     | 川内村                          | 川内村                                       | 昭和30年3月31日 鳥海村       | 昭和30年3月31日 鳥海村             | 昭和55年11月1日 町制 鳥海町      | 平成17年3月22日 由利本荘市   | 由利本荘市 |
| 牛越村     |            | 明治9年 栗沢村                | 川内村                     | 川内村                          | 川内村                                       | 昭和30年3月31日 鳥海村       | 昭和30年3月31日 鳥海村             | 昭和55年11月1日 町制 鳥海町      | 平成17年3月22日 由利本荘市   | 由利本荘市 |
| 塩越村     | 塩越村     | 塩越村                        | 塩越村                     | 明治29年9月30日 町制改称 象潟町 | 象潟町                                       | 昭和30年3月31日 象潟町       | 昭和30年3月31日 象潟町             | 象潟町                           | 平成17年10月1日 にかほ市     | にかほ市   |
| 川袋村     | 川袋村     | 川袋村                        | 上浜村                     | 上浜村                          | 上浜村                                       | 昭和30年3月31日 象潟町       | 昭和30年3月31日 象潟町             | 象潟町                           | 平成17年10月1日 にかほ市     | にかほ市   |
| 関村       | 関村       | 関村                          | 上浜村                     | 上浜村                          | 上浜村                                       | 昭和30年3月31日 象潟町       | 昭和30年3月31日 象潟町             | 象潟町                           | 平成17年10月1日 にかほ市     | にかほ市   |
| 中野沢村   | 中野沢村   | 明治2年 改称 西中野沢村       | 上浜村                     | 上浜村                          | 上浜村                                       | 昭和30年3月31日 象潟町       | 昭和30年3月31日 象潟町             | 象潟町                           | 平成17年10月1日 にかほ市     | にかほ市   |
| 洗釜村     | 洗釜村     | 洗釜村                        | 上浜村                     | 上浜村                          | 上浜村                                       | 昭和30年3月31日 象潟町       | 昭和30年3月31日 象潟町             | 象潟町                           | 平成17年10月1日 にかほ市     | にかほ市   |
| 大砂川村   | 大砂川村   | 大砂川村                      | 上浜村                     | 上浜村                          | 上浜村                                       | 昭和30年3月31日 象潟町       | 昭和30年3月31日 象潟町             | 象潟町                           | 平成17年10月1日 にかほ市     | にかほ市   |
| 大須郷村   | 大須郷村   | 大須郷村                      | 上浜村                     | 上浜村                          | 上浜村                                       | 昭和30年3月31日 象潟町       | 昭和30年3月31日 象潟町             | 象潟町                           | 平成17年10月1日 にかほ市     | にかほ市   |
| 小砂川村   | 小砂川村   | 小砂川村                      | 上浜村                     | 上浜村                          | 上浜村                                       | 昭和30年3月31日 象潟町       | 昭和30年3月31日 象潟町             | 象潟町                           | 平成17年10月1日 にかほ市     | にかほ市   |
| 小滝村     | 小滝村     | 小滝村                        | 上郷村                     | 上郷村                          | 上郷村                                       | 昭和30年3月31日 象潟町       | 昭和30年3月31日 象潟町             | 象潟町                           | 平成17年10月1日 にかほ市     | にかほ市   |
| 本郷村     | 本郷村     | 本郷村                        | 上郷村                     | 上郷村                          | 上郷村                                       | 昭和30年3月31日 象潟町       | 昭和30年3月31日 象潟町             | 象潟町                           | 平成17年10月1日 にかほ市     | にかほ市   |
| 長岡村     | 長岡村     | 長岡村                        | 上郷村                     | 上郷村                          | 上郷村                                       | 昭和30年3月31日 象潟町       | 昭和30年3月31日 象潟町             | 象潟町                           | 平成17年10月1日 にかほ市     | にかほ市   |
| 横岡村     | 横岡村     | 横岡村                        | 上郷村                     | 上郷村                          | 上郷村                                       | 昭和30年3月31日 象潟町       | 昭和30年3月31日 象潟町             | 象潟町                           | 平成17年10月1日 にかほ市     | にかほ市   |
| 大飯郷村   | 大飯郷村   | 大飯郷村                      | 上郷村                     | 上郷村                          | 上郷村                                       | 昭和30年3月31日 象潟町       | 昭和30年3月31日 象潟町             | 象潟町                           | 平成17年10月1日 にかほ市     | にかほ市   |
| 金浦村     | 金浦村     | 明治9年 金浦村                | 金浦村                     | 明治35年6月4日 町制 金浦町      | 金浦町                                       | 金浦町                       | 金浦町                             | 金浦町                           | 平成17年10月1日 にかほ市     | にかほ市   |
| 赤石村     |            | 明治9年 金浦村                | 金浦村                     | 明治35年6月4日 町制 金浦町      | 金浦町                                       | 金浦町                       | 金浦町                             | 金浦町                           | 平成17年10月1日 にかほ市     | にかほ市   |
| 前川村     | 前川村     | 前川村                        | 金浦村                     | 明治35年6月4日 町制 金浦町      | 金浦町                                       | 金浦町                       | 金浦町                             | 金浦町                           | 平成17年10月1日 にかほ市     | にかほ市   |
| 大竹村     | 大竹村     | 大竹村                        | 金浦村                     | 明治35年6月4日 町制 金浦町      | 金浦町                                       | 金浦町                       | 金浦町                             | 金浦町                           | 平成17年10月1日 にかほ市     | にかほ市   |
| 飛村       | 飛村       | 飛村                          | 金浦村                     | 明治35年6月4日 町制 金浦町      | 金浦町                                       | 金浦町                       | 金浦町                             | 金浦町                           | 平成17年10月1日 にかほ市     | にかほ市   |
| 黒川村     | 黒川村     | 黒川村                        | 金浦村                     | 明治35年6月4日 町制 金浦町      | 金浦町                                       | 金浦町                       | 金浦町                             | 金浦町                           | 平成17年10月1日 にかほ市     | にかほ市   |
| 平沢村     | 平沢村     | 明治9年 平沢村                | 平沢村                     | 明治35年6月4日 町制 平沢町      | 平沢町                                       | 昭和30年3月31日 仁賀保町     | 昭和30年3月31日 仁賀保町           | 仁賀保町                         | 平成17年10月1日 にかほ市     | にかほ市   |
| 鈴村       |            | 明治9年 平沢村                | 平沢村                     | 明治35年6月4日 町制 平沢町      | 平沢町                                       | 昭和30年3月31日 仁賀保町     | 昭和30年3月31日 仁賀保町           | 仁賀保町                         | 平成17年10月1日 にかほ市     | にかほ市   |
| 室沢村     |            | 明治9年 平沢村                | 平沢村                     | 明治35年6月4日 町制 平沢町      | 平沢町                                       | 昭和30年3月31日 仁賀保町     | 昭和30年3月31日 仁賀保町           | 仁賀保町                         | 平成17年10月1日 にかほ市     | にかほ市   |
| 琴浦村     |            | 明治9年 平沢村                | 平沢村                     | 明治35年6月4日 町制 平沢町      | 平沢町                                       | 昭和30年3月31日 仁賀保町     | 昭和30年3月31日 仁賀保町           | 仁賀保町                         | 平成17年10月1日 にかほ市     | にかほ市   |
| 室沢村     |            | 明治9年 平沢村                | 平沢村                     | 明治35年6月4日 町制 平沢町      | 平沢町                                       | 昭和30年3月31日 仁賀保町     | 昭和30年3月31日 仁賀保町           | 仁賀保町                         | 平成17年10月1日 にかほ市     | にかほ市   |
| 両前寺村   | 両前寺村   | 両前寺村                      | 平沢村                     | 明治35年6月4日 町制 平沢町      | 平沢町                                       | 昭和30年3月31日 仁賀保町     | 昭和30年3月31日 仁賀保町           | 仁賀保町                         | 平成17年10月1日 にかほ市     | にかほ市   |
| 三森村     | 三森村     | 三森村                        | 平沢村                     | 明治35年6月4日 町制 平沢町      | 平沢町                                       | 昭和30年3月31日 仁賀保町     | 昭和30年3月31日 仁賀保町           | 仁賀保町                         | 平成17年10月1日 にかほ市     | にかほ市   |
| 芹田村     | 芹田村     | 芹田村                        | 平沢村                     | 明治35年6月4日 町制 平沢町      | 平沢町                                       | 昭和30年3月31日 仁賀保町     | 昭和30年3月31日 仁賀保町           | 仁賀保町                         | 平成17年10月1日 にかほ市     | にかほ市   |
| 院内村     | 院内村     | 明治9年 院内村                | 院内村                     | 院内村                          | 院内村                                       | 昭和30年3月31日 仁賀保町     | 昭和30年3月31日 仁賀保町           | 仁賀保町                         | 平成17年10月1日 にかほ市     | にかほ市   |
| 杉山村     |            | 明治9年 院内村                | 院内村                     | 院内村                          | 院内村                                       | 昭和30年3月31日 仁賀保町     | 昭和30年3月31日 仁賀保町           | 仁賀保町                         | 平成17年10月1日 にかほ市     | にかほ市   |
| 小国村     | 小国村     | 小国村                        | 院内村                     | 院内村                          | 院内村                                       | 昭和30年3月31日 仁賀保町     | 昭和30年3月31日 仁賀保町           | 仁賀保町                         | 平成17年10月1日 にかほ市     | にかほ市   |
| 馬場村     | 馬場村     | 馬場村                        | 院内村                     | 院内村                          | 院内村                                       | 昭和30年3月31日 仁賀保町     | 昭和30年3月31日 仁賀保町           | 仁賀保町                         | 平成17年10月1日 にかほ市     | にかほ市   |
| 田抓村     | 田抓村     | 明治9年 田抓村                | 院内村                     | 院内村                          | 院内村                                       | 昭和30年3月31日 仁賀保町     | 昭和30年3月31日 仁賀保町           | 仁賀保町                         | 平成17年10月1日 にかほ市     | にかほ市   |
| 石田村     |            | 明治9年 田抓村                | 院内村                     | 院内村                          | 院内村                                       | 昭和30年3月31日 仁賀保町     | 昭和30年3月31日 仁賀保町           | 仁賀保町                         | 平成17年10月1日 にかほ市     | にかほ市   |
| 冬師村     | 冬師村     | 冬師村                        | 院内村                     | 院内村                          | 院内村                                       | 昭和30年3月31日 仁賀保町     | 昭和30年3月31日 仁賀保町           | 仁賀保町                         | 平成17年10月1日 にかほ市     | にかほ市   |
| 釜ヶ台村   | 釜ヶ台村   | 釜ヶ台村                      | 院内村                     | 院内村                          | 院内村                                       | 昭和30年3月31日 仁賀保町     | 昭和30年3月31日 仁賀保町           | 仁賀保町                         | 平成17年10月1日 にかほ市     | にかほ市   |
| 伊勢居地村 | 伊勢居地村 | 伊勢居地村                    | 小出村                     | 小出村                          | 小出村                                       | 昭和30年3月31日 仁賀保町     | 昭和30年3月31日 仁賀保町           | 仁賀保町                         | 平成17年10月1日 にかほ市     | にかほ市   |
| 中野村     | 中野村     | 明治9年 中三地村              | 小出村                     | 小出村                          | 小出村                                       | 昭和30年3月31日 仁賀保町     | 昭和30年3月31日 仁賀保町           | 仁賀保町                         | 平成17年10月1日 にかほ市     | にかほ市   |
| 中村       |            | 明治9年 中三地村              | 小出村                     | 小出村                          | 小出村                                       | 昭和30年3月31日 仁賀保町     | 昭和30年3月31日 仁賀保町           | 仁賀保町                         | 平成17年10月1日 にかほ市     | にかほ市   |
| 立居地村   |            | 明治9年 中三地村              | 小出村                     | 小出村                          | 小出村                                       | 昭和30年3月31日 仁賀保町     | 昭和30年3月31日 仁賀保町           | 仁賀保町                         | 平成17年10月1日 にかほ市     | にかほ市   |
| 三日市村   |            | 明治9年 中三地村              | 小出村                     | 小出村                          | 小出村                                       | 昭和30年3月31日 仁賀保町     | 昭和30年3月31日 仁賀保町           | 仁賀保町                         | 平成17年10月1日 にかほ市     | にかほ市   |
| 三十野村   | 三十野村   | 明治9年 樋目野村              | 小出村                     | 小出村                          | 小出村                                       | 昭和30年3月31日 仁賀保町     | 昭和30年3月31日 仁賀保町           | 仁賀保町                         | 平成17年10月1日 にかほ市     | にかほ市   |
| 樋ノ口村   |            | 明治9年 樋目野村              | 小出村                     | 小出村                          | 小出村                                       | 昭和30年3月31日 仁賀保町     | 昭和30年3月31日 仁賀保町           | 仁賀保町                         | 平成17年10月1日 にかほ市     | にかほ市   |
| 百目木村   |            | 明治9年 樋目野村              | 小出村                     | 小出村                          | 小出村                                       | 昭和30年3月31日 仁賀保町     | 昭和30年3月31日 仁賀保町           | 仁賀保町                         | 平成17年10月1日 にかほ市     | にかほ市   |
| 寺田村     | 寺田村     | 寺田村                        | 小出村                     | 小出村                          | 小出村                                       | 昭和30年3月31日 仁賀保町     | 昭和30年3月31日 仁賀保町           | 仁賀保町                         | 平成17年10月1日 にかほ市     | にかほ市   |
| 畑村       | 畑村       | 畑村                          | 小出村                     | 小出村                          | 小出村                                       | 昭和30年3月31日 仁賀保町     | 昭和30年3月31日 仁賀保町           | 仁賀保町                         | 平成17年10月1日 にかほ市     | にかほ市   |
| 水沢村     | 水沢村     | 水沢村                        | 小出村                     | 小出村                          | 小出村                                       | 昭和30年3月31日 仁賀保町     | 昭和30年3月31日 仁賀保町           | 仁賀保町                         | 平成17年10月1日 にかほ市     | にかほ市   |
| 長浜村     | 長浜村     | 長浜村                        | 下浜村                     | 下浜村                          | 昭和29年10月1日 秋田市に編入                 | 秋田市                       | 秋田市                             | 秋田市                           | 秋田市                       | 秋田市     |
| 桂根村     | 桂根村     | 桂根村                        | 下浜村                     | 下浜村                          | 昭和29年10月1日 秋田市に編入                 | 秋田市                       | 秋田市                             | 秋田市                           | 秋田市                       | 秋田市     |
| 羽川村     | 羽川村     | 羽川村                        | 下浜村                     | 下浜村                          | 昭和29年10月1日 秋田市に編入                 | 秋田市                       | 秋田市                             | 秋田市                           | 秋田市                       | 秋田市     |
| 名ヶ沢村   | 名ヶ沢村   | 名ヶ沢村                      | 下浜村                     | 下浜村                          | 昭和29年10月1日 秋田市に編入                 | 秋田市                       | 秋田市                             | 秋田市                           | 秋田市                       | 秋田市     |
| 八田村     | 八田村     | 八田村                        | 下浜村                     | 下浜村                          | 昭和29年10月1日 秋田市に編入                 | 秋田市                       | 秋田市                             | 秋田市                           | 秋田市                       | 秋田市     |
| 楢田村     | 楢田村     | 楢田村                        | 下浜村                     | 下浜村                          | 昭和29年10月1日 秋田市に編入                 | 秋田市                       | 秋田市                             | 秋田市                           | 秋田市                       | 秋田市     |
| 新波村     | 新波村     | 新波村                        | 大正寺村                   | 大正寺村                        | 昭和23年4月1日 所属変更 河辺郡               | 河辺郡 大正寺村              | 昭和31年9月30日 河辺郡雄和村の一部 | 昭和47年4月1日 町制 河辺郡雄和町 | 平成17年1月11日 秋田市に編入 | 秋田市     |
| 繋村       | 繋村       | 繋村                          | 大正寺村                   | 大正寺村                        | 昭和23年4月1日 所属変更 河辺郡               | 河辺郡 大正寺村              | 昭和31年9月30日 河辺郡雄和村の一部 | 昭和47年4月1日 町制 河辺郡雄和町 | 平成17年1月11日 秋田市に編入 | 秋田市     |
| 神ヶ村     | 神ヶ村     | 神ヶ村                        | 大正寺村                   | 大正寺村                        | 昭和23年4月1日 所属変更 河辺郡               | 河辺郡 大正寺村              | 昭和31年9月30日 河辺郡雄和村の一部 | 昭和47年4月1日 町制 河辺郡雄和町 | 平成17年1月11日 秋田市に編入 | 秋田市     |
| 碇田村     | 碇田村     | 碇田村                        | 大正寺村                   | 大正寺村                        | 昭和23年4月1日 所属変更 河辺郡               | 河辺郡 大正寺村              | 昭和31年9月30日 河辺郡雄和村の一部 | 昭和47年4月1日 町制 河辺郡雄和町 | 平成17年1月11日 秋田市に編入 | 秋田市     |
| 萱ヶ沢村   | 萱ヶ沢村   | 萱ヶ沢村                      | 大正寺村                   | 大正寺村                        | 昭和23年4月1日 所属変更 河辺郡               | 河辺郡 大正寺村              | 昭和31年9月30日 河辺郡雄和村の一部 | 昭和47年4月1日 町制 河辺郡雄和町 | 平成17年1月11日 秋田市に編入 | 秋田市     |
| 向野村     | 向野村     | 向野村                        | 大正寺村                   | 大正寺村                        | 昭和23年4月1日 所属変更 河辺郡               | 河辺郡 大正寺村              | 昭和31年9月30日 河辺郡雄和村の一部 | 昭和47年4月1日 町制 河辺郡雄和町 | 平成17年1月11日 秋田市に編入 | 秋田市     |

## 行政
歴代郡長
| 代 | 氏名 | 就任年月日                 | 退任年月日                | 備考                   |
| -- | ---- | -------------------------- | ------------------------- | ---------------------- |
| 1  |      | 明治11年（1878年）12月23日 |                           |                        |
|    |      |                            | 大正15年（1926年）6月30日 | 郡役所廃止により、廃官 |